# Daniel Schlegel
Daniel Schlegel (* nach 23. Maijul. / 2. Juni 1591greg. in Stettin; † 17. Juli 1653 ebenda) war ein deutscher Kaufmann, Kammer- und Ökonomierat bei der schwedischen Regierung in Pommern.

## Leben
Daniel Schlegel wurde Pfingsten 1591 geboren. Er war der Sohn des Stettiner Bürgers Nikolaus Schlegel und der Ephrosyne Jordan, Tochter des Rentmeisters Baltzar Jordan. Er war Kaufmann und Bürger in Stettin und ab 1626 Faktor des Kurfürsten von Brandenburg. 1631 trat er in schwedische Dienste und wurde Proviantmeister der schwedischen Armeen in Deutschland. Im selben Jahr wurde er schwedischer Faktor. Von 1641 bis 1648 war er Ratsherr in Stettin.
Am 4. Januar 1643 bekam er für seine Dienste gegenüber der Krone 102 Skeppund blinde Kupfermünzen, 120,5 Skeppund Stabeisen und 12 Lasten Hering. Am 3. Oktober desselben Jahres erhielt er das Gut Köstin auf 10 Jahre zum Lehen und einen Tag danach wurde er in den Adelsstand erhoben. 1647 wurde er zum Kammer- und Ökonomierat der Regierung Schwedisch-Pommerns ernannt.
Für einen Kredit über mehr als 100.000 Riksdaler an die schwedische Krone erhielt er 1652 die vollen Eigentumsrechte an rund 212 Höfen in Halland, vorbehaltlich deren Einlösung durch die Krone.
Daniel Schlegel starb 1653 in Stettin und wurde in der Jakobikirche bestattet.

## Familie
Er war seit 1616 mit Barbara Simons († 20. Juli 1638) verheiratet, einer Tochter des Stettiner Kaufmanns und Ratskämmerers Simons. Ihre Kinder waren:
- Wilhelm, Herr auf Köstin, Hofgerichtsrat in Stettin
- Dietrich († 1679), Oberstleutnant
- Dorothea, verheiratet mit Johann Dirinch, schwedischer Faktor in Pommern
- Margarete, verheiratet mit Johann von Faltzburg, Regierungsrat
- Catharina Regina (1628–1663), verheiratet mit Simon Matthäus, Regierungsrat
- Elisabeth, verheiratet mit Jakob von Pfuel, Oberstleutnant